# Imminghausen

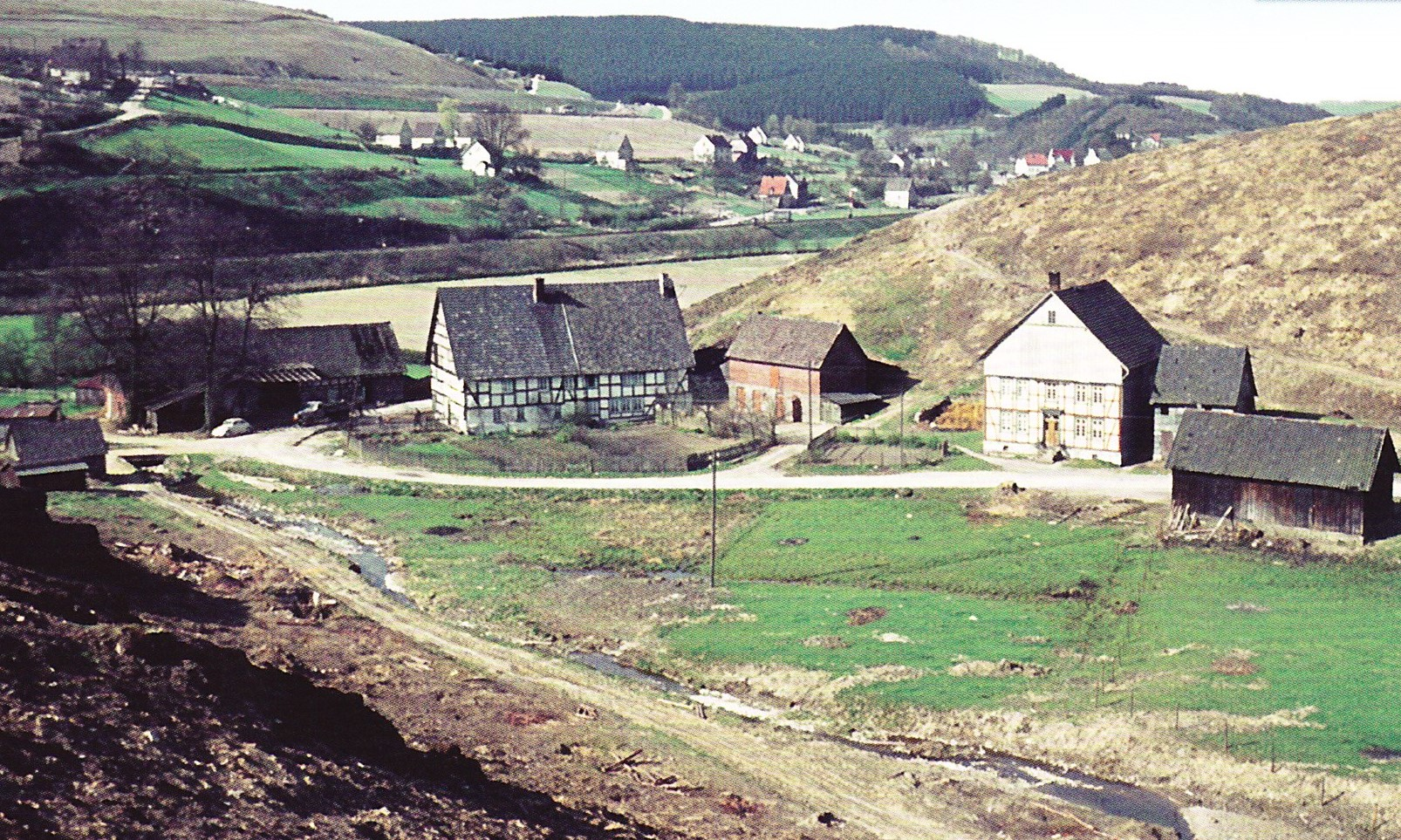
Blick auf den ehemaligen Attendorner Ortsteil Imminghausen

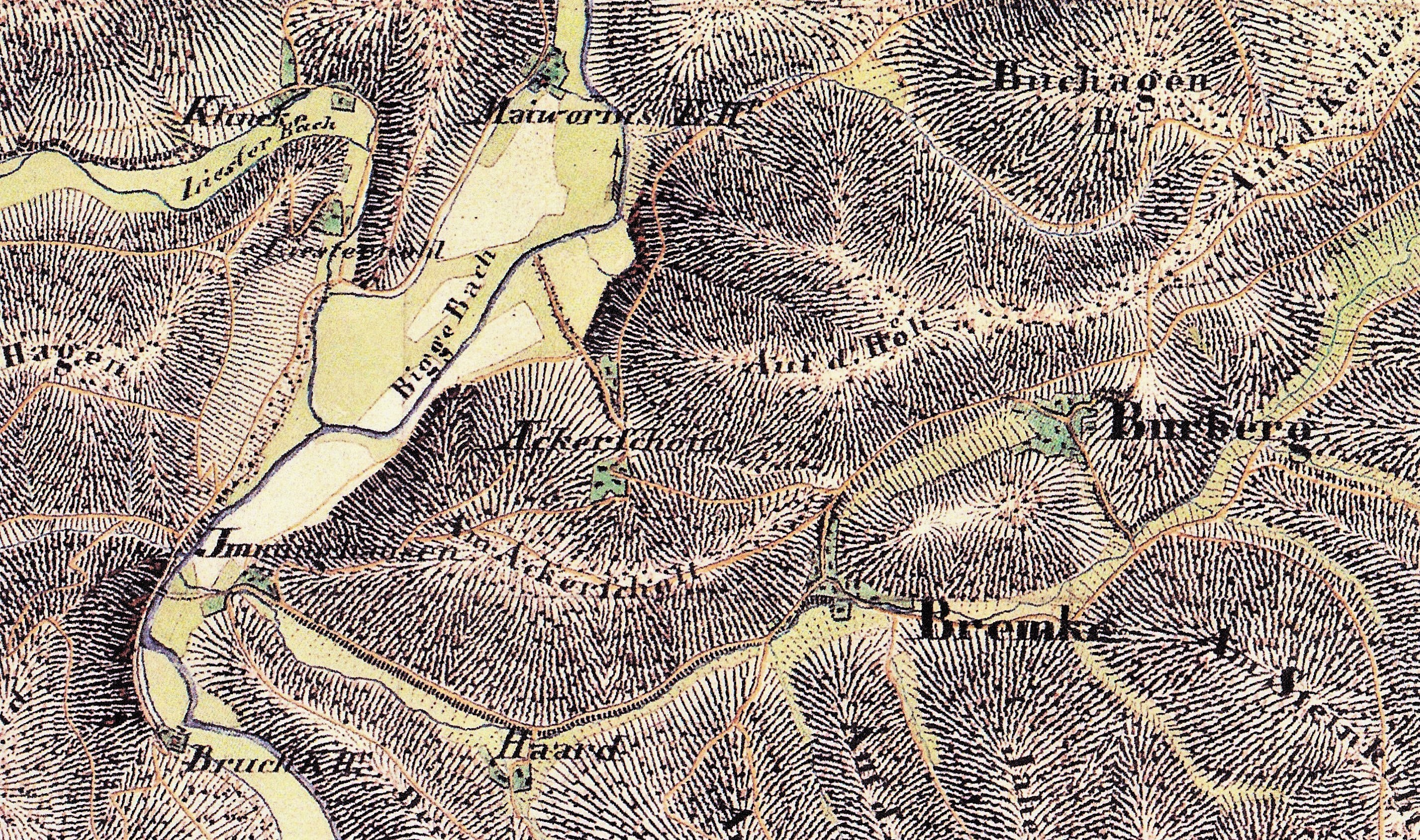
Lage von Imminghausen auf der Urkarte von 1836

Imminghausen ist ein ehemaliges Dorf, das für den Bau der Biggetalsperre devastiert wurde. Imminghausen lag in Nordrhein-Westfalen im mittleren Biggetal zwischen Olpe und Attendorn.
Der Bau der Talsperre wurde schon vor dem Zweiten Weltkrieg beschlossen, musste aber für die Dauer des Krieges zurückgestellt werden. Etwa ab 1950 nahm man das Projekt wieder auf. 1965 war die Biggetalsperre fertiggestellt, so dass mit dem Einstau von Wasser begonnen werden konnte. Das Gebiet des ehemaligen Ortes liegt heute auf dem Grund der Talsperre im Bereich der ehemaligen Dumickemündung in die Bigge.

## Geschichte

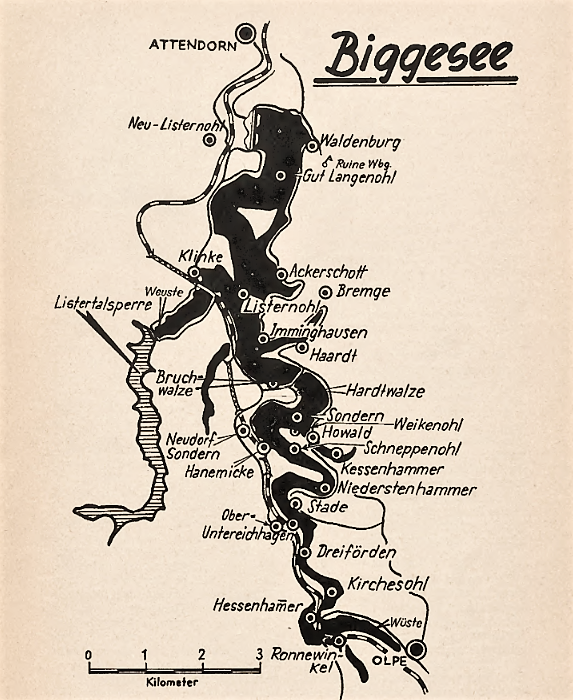
Karte der untergegangenen Orte im Biggesee

Der Hof Imminghausen, plattdeutsch Immekusen, lag an der früheren Mündung des Bremgebaches in die Bigge ca. 1,5 km westlich von Bremge. Im Jahre 1318 urkundlich erstmals als Ymmenchusen erwähnt. Der Ortsname kann mit „bei den Häusern der Leute des Immo/Immi“ gedeutet werden. Die zu Imminghausen gehörenden Ländereien erstreckten sich durch das Biggetal von Listernohl bis nach Sondern und vom Dumicketal bis zur Haardt.
1364 wurde der Ritter Dietrich von Plettenberg von Erzbischof Engelbert III. mit einem Burglehen auf Waldenburg und einem Haupthof (curtis) in Immynchusen belehnt. Ebenso wurde Dietrich vom Nachfolger Engelberts, Erzbischof Kuno, und am 5. Dezember 1371 auch von Erzbischof Friedrich mit diesen Gütern belehnt.
Ende des 15. Jahrhunderts wird Wilhelm Tütel, danach seine Erben, die Eheleute Heinrich Hegener, auf Hof Ymmekusen genannt. Ab 1501 zahlen sie den Chorherren in Attendorn jährlich eine Rente von 10 Schillinge.
1526 erhält die Witwe Johann Hobergs auf der Waldenburg geborene Schüngel den Hof Imminghausen als Witwengut. Bewirtschaftet 1529 von Hinrich to Bychen. Politisch gehörte der Hof zum Amt Waldenburg und im Gogericht und Kirchspiel Attendorn zur Bauerschaft Langenohl, der auch umliegende Orte wie Ackerschott, Listernohl, Maiwormshammer u. a. angehörten. Im Schatzungsregister von 1543 hatte Henrich zu Immickhaußen eine Abgabe von 1½ Goldgulden zu entrichten. Im Register von 1565 wurde Thonnis zu Inninckhausen mit 2½ Goldgulden besteuert.
Ende des 16. Jahrhunderts war der Hof den Chorherren in Attendorn mit 15 Schillingen jährlicher Erbrente verpflichtet. Im Schatzregister von 1648 sind zu Imminghausen aufgeführt: „Bernhard Immickhaus, seine Frau Greta, 1 Knecht, 1 Junge, 1 Magd; Schmied Heinrich Hütte, dessen Frau sowie eine Weibsperson, die Leinen webt“. Das Gut ist als Pachtgut bezeichnet. In der Rauchschatzliste von 1664 ist Bernhard mit 1 Feuerstätte, 1 Stuben- und Backofen verzeichnet. 1717 war die Familie Johann Hund Pächter, danach deren Sohn Peter.
Ab 1723 scheinen die von Fürstenberg Rechte an dem Hof erworben zu haben. Pächter und spätere Besitzer von Hof Imminghausen war ab 1771 die Familie Ferdinand Heuel. Der Nachkommenkreis dieser Familie ist außergewöhnlich zahlreich und vor allem in den Pfarreien Attendorn, Rhode und im Lennetal verbreitet. Nach dem Pachtvertrag von 1808 mit Johannes Heuel wurde folgende Jahrespacht festgesetzt: 1 mageres Schwein, 9 Hühner, 2 Pflugdienste, 1 Gans, 12 Scheffel Roggen, 12 Scheffel Gerste, 14 Rtlr. 24 Stüber 2 Pfg. Geldpacht oder mit jährlich 59 Rtlr. Frankfurter Währung zu bezahlen. Der Pachtvertrag hatte eine Laufzeit von 12 Jahren. Doch schon 1811 löste Johannes Heuel die Pacht ab. Die Auseinandersetzungen hierüber dauerten bis in das Jahr 1818. Dann war Imminghausen ein freies Gut, dessen Haupteinkünfte aus dem umfangreichen Forstbesitz flossen. Das Gutshaus war ein 1788 erbautes großes Fachwerk-Doppelhaus. Der Landwirt Willi Keseberg verwaltete in seiner Doppelhaushälfte als Poststellenhalter lange Zeit eine Post- und Telefonstelle.
Das Anwesen Anstoß lag ca. 250 m nordwestlich von Imminghausen. Erbauer des Hauses war um 1843 Karl Anton Bernhard Heuel (geb. 1814) aus Imminghausen. Er betrieb eine Gaststätte mit etwas Landwirtschaft. Sein Sohn Ferdinand Karl Heuel (1846–1921) war zunächst Röhrenschmied und später Walzmeister. Als Nebenerwerb betrieb er die Schenkwirtschaft weiter und in der Freizeit frönte er der Jagd. 1899 erwarb die Witwe Peter Keseberg aus Ackerschott den Anstoß. Die Familie Heuel baute an der Olper Straße in Listernohl ein neues Haus. Beim Einzug der Amerikaner am 10. April 1945 wurde der Anstoß mit Brandmunition beschossen und brannte fast vollständig ab. Einige Zeit später konnte das Haus von Emil Keseberg wieder aufgebaut werden.
Politisch gehörte Imminghausen ab 1819 im Amt Attendorn zur Gemeinde Attendorn-Land. Die Kinder besuchten die Schule im benachbarten Bremge. 1930 gab es außer dem im vorigen Jahrhundert quergeteilten Stammhaus Heuel-Keseberg noch das 1892 erbaute Fachwerkhaus Theodor Heuel, die beiden 1911 errichteten Wohnhäuser Reininghaus und Pfeifer/Schumacher, und das 1923 erbaute Wohnhaus von Hubert Heuel.
Das Adressbuch von 1899 führt in Imminghausen die Namen „Karl Heuel (Wirt), Emmerich und Theodor Heuel (beide Landwirte)“. 1936 gab es 6 Wohnhäuser mit 7 Haushaltungen und 53 Einwohner. Das Adressbuch von 1956 führt die Namen „Becker (3), Beuth, Faulhaber (2), Friedrichs, Hengstenbeck, Heuel (6), Keseberg (3) und Pieper“. Umgesiedelt wurden 11 Familien mit 54 Personen (Stand: 9. November 1950).